# Omar Khayyam (Mondkrater)
Omar Khayyam ist ein Einschlagkrater auf der Mondrückseite.
Der Krater Omar Khayyam liegt im Norden der erdabgewandten Seite, direkt hinter dem nordwestlichen Mondrand, zwischen Poczobutt im Südosten und  Zsigmondy im Nordwesten.
Der südöstliche Teil des Kraters ist von einem jüngeren Krater überlagert, der das Erscheinungsbild von Omar Khayyam dominiert.
Der Krater ist sehr alt, seine Entstehungszeit wird der pränektarischen Periode zugerechnet.
Der Krater wurde 1970 von der IAU offiziell nach dem persischen Mathematiker, Astronomen und Philosophen Omar Chayyām benannt.